# Canon bíblico

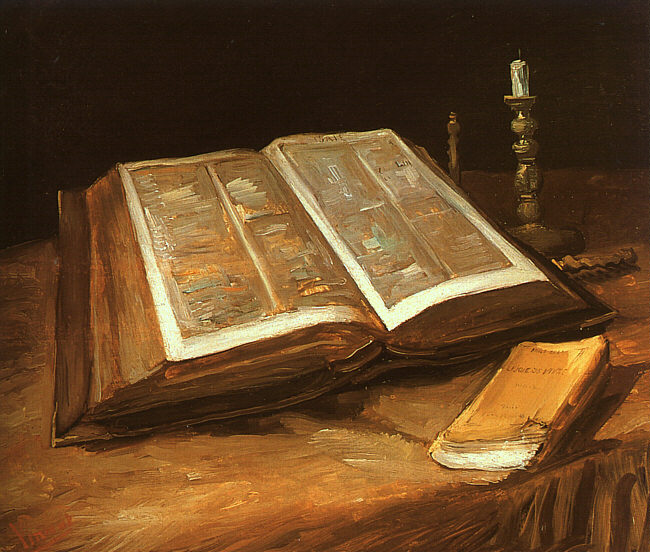
Edición impresa de una antigua Biblia cristiana.

Se denomina canon bíblico a la lista de libros que son aceptados por la Iglesia y otras confesiones cristianas como texto sagrado de inspiración divina. Actualmente la Iglesia católica reconoce 73 libros como parte de la Sagrada Escritura: comprende 46 escritos para el Antiguo Testamento, y 27 para el Nuevo Testamento. Por su parte, las iglesias protestantes reconocen 66 libros como parte de la Sagrada Escritura: 39 para el Antiguo Testamento, y 27 para el Nuevo Testamento.
La palabra española canon proviene del Griego κανών kanōn, que significa "regla" o "vara de medir". El uso de la palabra "canon" para referirse a un conjunto de escrituras religiosas fue utilizado por primera vez por David Ruhnken, en el siglo XVIII. 
Diversos cánones bíblicos se han desarrollado a través del debate y el acuerdo por parte de las autoridades religiosas de sus respectivas creencias y denominaciones. Algunos libros, como los Evangelios judeocristianos, han sido excluidos de varios cánones, pero muchos libros discutidos son considerados apócrifos bíblicos o deuterocanónicos por muchos, mientras que algunas denominaciones pueden considerarlos totalmente canónicos. Existen diferencias entre la Biblia hebrea y los cánones bíblicos cristianos, aunque la mayoría de los manuscritos tienen algo en común.
Los distintos grupos religiosos incluyen libros diferentes en sus cánones bíblicos, en distintos órdenes, y a veces dividen o combinan libros. El Tanaj judío (a veces llamado Biblia hebrea) contiene 24 libros divididos en tres partes: los cinco libros de la Torá ("enseñanza"); los ocho libros de los Nevi'im ("profetas"); y los once libros de los Ketuvim ("escritos"). Está compuesta principalmente en hebreo bíblico, con partes en arameo. La Septuaginta (en griego koiné), que se parece mucho a la Biblia hebrea pero incluye textos adicionales, se utiliza como Antiguo Testamento griego cristiano, al menos en algunos litúrgicos cristianos. La primera parte de las Biblias cristianas es el Antiguo Testamento, que contiene, como mínimo, los 24 libros de la Biblia hebrea, pero divididos en 39 (protestante) o 46 (católica) libros (incluidas las obras deuterocanónicas) y ordenados de forma diferente. La segunda parte es el Nuevo Testamento, que contiene casi siempre 27 libros: los cuatro evangelios canónicos, Hechos de los Apóstoles, 21 Epístolas o cartas y el Libro del Apocalipsis. La Iglesia católica y las iglesias cristianas orientales sostienen que ciertos libros y pasajes deuterocanónicos forman parte del canon del Antiguo Testamento. Las iglesias Ortodoxia bizantina, Iglesias ortodoxas orientales y la Iglesia Asiria de Oriente pueden tener diferencias en sus listas de libros aceptados.
Algunos grupos cristianos tienen otros libros canónicos que se consideran escrituras sagradas pero no forman parte de la Biblia.

## Etimología
La palabra canon deriva del nombre griego κανών «kanon», que significa «caña» o «vara», o también «norma» o «medida», que a su vez se deriva de la palabra hebrea קנה «kaneh» que se utiliza a menudo como un estándar de medición o también para medir cosas en buen estado.[cita requerida] Por extensión pasó a significar «la norma recta» o correcta y la lista de los documentos o conceptos que conforman dicha norma.

## Canon del Nuevo Testamento
La escritura y difusión de los libros del Nuevo Testamento sucedió en el transcurso de varias décadas. Durante el primer siglo de cristianismo los textos son tan escasos que a duras penas permiten dilucidar la mera existencia de una tradición escrita. Si bien los Padres Apostólicos del siglo I citan frecuentemente el Antiguo Testamento, en lo que respecta a Jesucristo abundan reminiscencias poco precisas, con gran dificultad para distinguir si provienen de un evangelio escrito o de una tradición oral, e incluso atribuyendo hechos y frases a Cristo que no quedaron registrados en la Biblia. El canon fluctuó durante siglos, en diversas regiones, aceptando o rechazando obras como el Apocalipsis, Clemente, Hermas o Bernabé, y quedó establecido entrado el siglo IV.
El Apocalipsis fue excluido del canon del obispo Cirilo, doctor de la Iglesia, y no se consideró sagrado en la Iglesia de Jerusalén. No se incluyó en el Concilio de Laodicea, ni lo aceptó Gregorio Nacianceno, uno de los padres de la Iglesia. Tampoco se encuentra en la traducción siriaca Peshitta, de finales del siglo III; y en las copias conservadas del siglo V en adelante se excluyen también las epístolas II de Pedro, II y III de Juan, y la de Judas.

### Desarrollo temprano
El primer testimonio de una colección de libros cristianos ha llegado a nuestros días en persona de Marción de Sinope, un teólogo dualista que en julio de 144 expuso sus doctrinas ante los presbíteros de Roma, lo cual le valió la excomunión. Marción era radicalmente antijudío: rechazó la totalidad del Antiguo Testamento y reescribió once de los libros que hoy conforman el Nuevo Testamento para propagar su doctrina. Este compendio de once libros junto al rechazo de todos los demás constituye el primer esbozo de un canon bíblico. En contraposición a Marción, varios autores eclesiásticos elaboraron sus propias listas de libros admitidos, a las que se puede agregar por interés histórico la lista de libros que integran los códices más antiguos.
- El Fragmento Muratoriano, cercano al año 170, lista todos los libros del Nuevo Testamento a excepción de Hebreos, Santiago, y 1 y 2 Pedro. Explica Altaner: «Incluye, con reservas, el Apocalipsis de Pedro, y rechaza como falsas y marcionistas las cartas de San Pablo a los de Laodicea y Alejandría... Al Pastor de Hermas se le reconoce únicamente como obra digna de ser leída».[10][11]
- Eusebio de Cesarea (siglo IV) elaboró una lista completa y temprana que describe cuatro categorías de libros:[12][13][14]
  1. Libros aceptados universalmente (Homologoumena).
  2. Los que están en duda o no son aceptados por todos los cristianos pero dignos de ser leídos (Antilegómena): Epístola a los Hebreos, la Epístola de Santiago, la Epístola de Judas, 2 Pedro, 2 y 3 Juan, el Apocalipsis de Juan.
  3. Textos que deben considerarse espurios (Notha), o sea, útiles para enseñar pero que no fueron inspirados por Dios (Evangelio de los Hebreos, el Apocalipsis de Pedro, los Hechos de Pablo, el Pastor de Hermas, la Epístola de Bernabé y la Didaché).
  4. Los que son decididamente falsos y divergen de la doctrina cristiana tradicional.
- El Códice Vaticano (siglo IV) es una Biblia manuscrita que contiene muchos de los libros actualmente comprendidos en el canon.
- El Códice Sinaítico (siglo IV) incluye todos los libros del canon moderno, y agrega la Epístola de Bernabé y El Pastor.
- El Códice Alejandrino (siglo V) incluye todos los libros del canon moderno, y agrega la Primera y Segunda epístola de Clemente.
- Orígenes (siglos II-III) admitía todos los libros salvo Santiago, 2da Pedro, 2 Juan y 3 Juan; además incluía El Pastor y el Evangelio de Santiago dentro de los canónicos.[15]
- Atanasio de Alejandría en el año 367 anota la primera lista de libros que coincide exactamente con el Nuevo Testamento tal como hoy se acepta universalmente.

A partir del año 367 se multiplican los testimonios coincidentes con el Canon Bíblico actual: tanto en el decreto del papa Dámaso I (382), como el concilio de Hipona (393), los sínodos de Cartago (397 y 419), y la traducción Vulgata al latín (382-405) sellan el canon de la Biblia durante más de mil años.
Durante el renacimiento algunos autores como Erasmo de Róterdam (†1536)  pusieron en duda la autoría paulina de la Epístola a los Hebreos sin dudar de su contenido. En 1522 Martín Lutero consideró que cuatro libros, Hebreos, Santiago, Judas y Apocalipsis habían de calificarse como Antilegómena, por lo tanto, se incluyen en la última sección de su edición de la Biblia. A partir de entonces algunas biblias luteranas llegaron al punto de describirlos como Apócrifa o simplemente removerlos. Estas disputas contra la Tradición llevaron a que el Concilio de Trento definiera el Canon como uno de los dogmas de la Iglesia Católica.
| Libro                 | Marción | Códice Vaticano | Códice Sinaítico | Códice Alejandrino | Orígenes | Eusebio  | Atanasio | Lutero   |
| --------------------- | ------- | --------------- | ---------------- | ------------------ | -------- | -------- | -------- | -------- |
| Mateo                 |         | Si              | Si               | Si                 | Si       | Si       | Si       | Si       |
| Marcos                |         | Si              | Si               | Si                 | Si       | Si       | Si       | Si       |
| Lucas                 | Si      | Si              | Si               | Si                 | Si       | Si       | Si       | Si       |
| Juan                  |         | Si              | Si               | Si                 | Si       | Si       | Si       | Si       |
| Hechos                |         | Si              | Si               | Si                 | Si       | Si       | Si       | Si       |
| Romanos               | Si      | Si              | Si               | Si                 | Si       | Si       | Si       | Si       |
| 1 Cor                 | Si      | Si              | Si               | Si                 | Si       | Si       | Si       | Si       |
| 2 Cor                 | Si      | Si              | Si               | Si                 | Si       | Si       | Si       | Si       |
| Gálatas               | Si      | Si              | Si               | Si                 | Si       | Si       | Si       | Si       |
| Efesios               | Si      | Si              | Si               | Si                 | Si       | Si       | Si       | Si       |
| Filipenses            | Si      | Si              | Si               | Si                 | Si       | Si       | Si       | Si       |
| Colosenses            | Si      | Si              | Si               | Si                 | Si       | Si       | Si       | Si       |
| 1 Tes                 | Si      | Si              | Si               | Si                 | Si       | Si       | Si       | Si       |
| 2 Tes                 | Si      | Si              | Si               | Si                 | Si       | Si       | Si       | Si       |
| 1 Timoteo             |         |                 | Si               | Si                 | Si       | Si       | Si       | Si       |
| 2 Timoteo             |         |                 | Si               | Si                 | Si       | Si       | Si       | Si       |
| Tito                  |         |                 | Si               | Si                 | Si       | Si       | Si       | Si       |
| Filemón               | Si      |                 | Si               | Si                 | Si       | Si       | Si       | Si       |
| Hebreos               |         | Si              | Si               | Si                 | Si       | Si       | Si       | Antileg. |
| Santiago              |         | Si              | Si               | Si                 |          | Antileg. | Si       | Antileg. |
| 1 Pedro               |         | Si              | Si               | Si                 | Si       | Si       | Si       | Si       |
| 2 Pedro               |         | Si              | Si               | Si                 |          | Anti     | Si       | Si       |
| 1 Juan                |         | Si              | Si               | Si                 | Si       | Si       | Si       | Si       |
| 2 Juan                |         | Si              | Si               | Si                 |          | Antileg. | Si       | Si       |
| 3 Juan                |         | Si              | Si               | Si                 |          | Antileg. | Si       | Si       |
| Judas                 |         | Si              | Si               | Si                 | Si       | Antileg. | Si       | Antileg. |
| Apocalipsis           |         |                 | Si               | Si                 | Si       | Antileg. | Si       | Antileg. |
| 1 Clemente            |         |                 |                  | Si                 |          |          |          |          |
| 2 Clemente            |         |                 |                  | Si                 |          |          |          |          |
| Evangelio de Santiago |         |                 |                  |                    | Si       |          |          |          |
| Didaché               |         |                 |                  |                    |          | Espurio  |          |          |
| Bernabé               |         |                 | Si               |                    |          | Espurio  |          |          |
| El Pastor             |         |                 | Si               |                    | Si       | Espurio  |          |          |

#### Tablas del Nuevo Testamento
| Libros                                              | Tradición protestante                         | Tradición Católica                           | Tradición Ortodoxa bizantina                 | Tradición apostólica armenia                 | Tradición Iglesia copta ortodoxa             | Tradición Iglesia tewahedo                   | Tradición Cristianismo siríaco               |
| --------------------------------------------------- | --------------------------------------------- | -------------------------------------------- | -------------------------------------------- | -------------------------------------------- | -------------------------------------------- | -------------------------------------------- | -------------------------------------------- |
| Evangelios canónicos                                |                                               |                                              |                                              |                                              |                                              |                                              |                                              |
| Mateo                                               | Sí                                            | Sí                                           | Sí                                           | Sí                                           | Sí                                           | Sí                                           | Sí                                           |
| Marcos                                              | Sí                                            | Sí                                           | Sí                                           | Sí                                           | Sí                                           | Sí                                           | Sí                                           |
| Lucas                                               | Sí                                            | Sí                                           | Sí                                           | Sí                                           | Sí                                           | Sí                                           | Sí                                           |
| Juan                                                | Sí                                            | Sí                                           | Sí                                           | Sí                                           | Sí                                           | Sí                                           | Sí                                           |
| Hechos de los Apóstoles                             |                                               |                                              |                                              |                                              |                                              |                                              |                                              |
| Hechos                                              | Sí                                            | Sí                                           | Sí                                           | Sí                                           | Sí                                           | Sí                                           | Sí                                           |
| Hechos de Pablo y Tecla                             | No                                            | No                                           | No                                           | No (tradición primitiva)                     | No                                           | No                                           | No (tradición primitiva)                     |
| Epístolas paulinas                                  |                                               |                                              |                                              |                                              |                                              |                                              |                                              |
| Romanos                                             | Sí                                            | Sí                                           | Sí                                           | Sí                                           | Sí                                           | Sí                                           | Sí                                           |
| 1 Corintios                                         | Sí                                            | Sí                                           | Sí                                           | Sí                                           | Sí                                           | Sí                                           | Sí                                           |
| 2 Corintios                                         | Sí                                            | Sí                                           | Sí                                           | Sí                                           | Sí                                           | Sí                                           | Sí                                           |
| 3 Corintios                                         | No                                            | No                                           | No                                           | No − inc. en algunos mss.                    | No                                           | No                                           | No (tradición primitiva)                     |
| Gálatas                                             | Sí                                            | Sí                                           | Sí                                           | Sí                                           | Sí                                           | Sí                                           | Sí                                           |
| Efesios                                             | Sí                                            | Sí                                           | Sí                                           | Sí                                           | Sí                                           | Sí                                           | Sí                                           |
| Filipenses                                          | Sí                                            | Sí                                           | Sí                                           | Sí                                           | Sí                                           | Sí                                           | Sí                                           |
| Colosenses                                          | Sí                                            | Sí                                           | Sí                                           | Sí                                           | Sí                                           | Sí                                           | Sí                                           |
| Laodicenses                                         | No - inc. en las Biblias Wycliffe y Cuáquera. | No − incl. en algunas mss.                   | No                                           | No                                           | No                                           | No                                           | No                                           |
| 1 Tesalonicenses                                    | Sí                                            | Sí                                           | Sí                                           | Sí                                           | Sí                                           | Sí                                           | Sí                                           |
| 2 Tesalonicenses                                    | Sí                                            | Sí                                           | Sí                                           | Sí                                           | Sí                                           | Sí                                           | Sí                                           |
| 1 Timoteo                                           | Sí                                            | Sí                                           | Sí                                           | Sí                                           | Sí                                           | Sí                                           | Sí                                           |
| 2 Timoteo                                           | Sí                                            | Sí                                           | Sí                                           | Sí                                           | Sí                                           | Sí                                           | Sí                                           |
| Tito                                                | Sí                                            | Sí                                           | Sí                                           | Sí                                           | Sí                                           | Sí                                           | Sí                                           |
| Filemón                                             | Sí                                            | Sí                                           | Sí                                           | Sí                                           | Sí                                           | Sí                                           | Sí                                           |
| Epístolas católicas                                 |                                               |                                              |                                              |                                              |                                              |                                              |                                              |
| Hebreos                                             | Sí                                            | Sí                                           | Sí                                           | Sí                                           | Sí                                           | Sí                                           | Sí                                           |
| Santiago                                            | Sí                                            | Sí                                           | Sí                                           | Sí                                           | Sí                                           | Sí                                           | Sí                                           |
| 1 Pedro                                             | Sí                                            | Sí                                           | Sí                                           | Sí                                           | Sí                                           | Sí                                           | Sí                                           |
| 2 Pedro                                             | Sí                                            | Sí                                           | Sí                                           | Sí                                           | Sí                                           | Sí                                           | Sí                                           |
| 1 Juan                                              | Sí                                            | Sí                                           | Sí                                           | Sí                                           | Sí                                           | Sí                                           | Sí                                           |
| 2 Juan                                              | Sí                                            | Sí                                           | Sí                                           | Sí                                           | Sí                                           | Sí                                           | Sí                                           |
| 3 Juan                                              | Sí                                            | Sí                                           | Sí                                           | Sí                                           | Sí                                           | Sí                                           | Sí                                           |
| Judas                                               | Sí                                            | Sí                                           | Sí                                           | Sí                                           | Sí                                           | Sí                                           | Sí                                           |
| Apocalipsis                                         |                                               |                                              |                                              |                                              |                                              |                                              |                                              |
| Revelación                                          | Sí                                            | Sí                                           | Sí                                           | Sí                                           | Sí                                           | Sí                                           | Sí                                           |
| Padres apostólicos y Antiguas órdenes eclesiásticas |                                               |                                              |                                              |                                              |                                              |                                              |                                              |
| 1 Clemente                                          | No (Codices Alexandrinus y Hierosolymitanus)  | No (Codices Alexandrinus y Hierosolymitanus) | No (Codices Alexandrinus y Hierosolymitanus) | No (Codices Alexandrinus y Hierosolymitanus) | No (Codices Alexandrinus y Hierosolymitanus) | No (Codices Alexandrinus y Hierosolymitanus) | No (Codices Alexandrinus y Hierosolymitanus) |
| 2 Clemente                                          | No (Códices Alejandrino y Hierosolimitano)    | No (Códices Alejandrino y Hierosolimitano)   | No (Códices Alejandrino y Hierosolimitano)   | No (Códices Alejandrino y Hierosolimitano)   | No (Códices Alejandrino y Hierosolimitano)   | No (Códices Alejandrino y Hierosolimitano)   | No (Códices Alejandrino y Hierosolimitano)   |
| Pastor de Hermas                                    | No                                            | No                                           | No                                           | No                                           | No                                           | No (tradición temprana)                      | No · (Codex Siniaticus)                      |
| Epístola de Bernabé                                 | No (Codices Hierosolymitanus y Siniaticus)    | No (Codices Hierosolymitanus y Siniaticus)   | No (Codices Hierosolymitanus y Siniaticus)   | No (Codices Hierosolymitanus y Siniaticus)   | No (Codices Hierosolymitanus y Siniaticus)   | No (Codices Hierosolymitanus y Siniaticus)   | No (Codices Hierosolymitanus y Siniaticus)   |
| Didache                                             | No (Codex Hierosolymitanus)                   | No (Codex Hierosolymitanus)                  | No (Codex Hierosolymitanus)                  | No (Codex Hierosolymitanus)                  | No (Codex Hierosolymitanus)                  | No (Codex Hierosolymitanus)                  | No (Codex Hierosolymitanus)                  |
| Ser'atä Seyon (Sinodos)                             | No                                            | No                                           | No                                           | No                                           | No                                           | Sí (canon ampliado)                          | No                                           |
| Te'ezaz (Sinodos)                                   | No                                            | No                                           | No                                           | No                                           | No                                           | Sí (canon ampliado)                          | No                                           |
| Gessew (Sinodos)                                    | No                                            | No                                           | No                                           | No                                           | No                                           | Sí (canon ampliado)                          | No                                           |
| Abtelis (Sinodos)                                   | No                                            | No                                           | No                                           | No                                           | No                                           | Sí (canon ampliado)                          | No                                           |
| Book of the Convenio 1 (Mäshafä Kidan)              | No                                            | No                                           | No                                           | No                                           | No                                           | Sí (canon ampliado)                          | No                                           |
| Book of the Convenio 2 (Mäshafä Kidan)              | No                                            | No                                           | No                                           | No                                           | No                                           | Sí (canon ampliado)                          | No                                           |
| Ethiopic Clement (Qälëmentos)                       | No                                            | No                                           | No                                           | No                                           | No                                           | Sí (canon ampliado)                          | No                                           |
| Ethiopic Didescalia (Didesqelya)                    | No                                            | No                                           | No                                           | No                                           | No                                           | Sí (canon ampliado)                          | No                                           |
| Kebra Nagast                                        | No                                            | No                                           | No                                           | No                                           | No                                           | Sí (canon ampliado)                          | No                                           |

### Desarrollo en la Iglesia católica
Fue en el Concilio de Roma del año 382, cuando la Iglesia católica junto al papa san Dámaso I instituyeron el Canon Bíblico con la lista del Nuevo Testamento similar al de san Atanasio y los libros del Antiguo Testamento de la Versión de los LXX. Esta versión fue traducida del griego al latín por san Jerónimo (la Vulgata) por encargo de la Iglesia. Posteriormente los Concilios regionales III de Hipona del 393, III de Cártago del 397 y IV de Cártago del 419, en los cuales participó san Agustín, aprobaron definitivamente dicho canon. En el año 405 esta lista fue enviada por Inocencio al obispo Exuperio de Tolosa (en la Galia, hoy Francia), donde aparece el canon bíblico con los 73 libros ya existentes.
El concilio de Trento fijó el canon de la Iglesia católica declarándolo dogma.

## Canon del Antiguo Testamento
El primer canon desarrollado de lo que se conoce como Antiguo Testamento(AT) es el Canon Alejandrino, comúnmente llamado Septuaginta o "Biblia de los Setenta" (Μετάφραση των Εβδομήκοντα), y generalmente abreviada simplemente LXX, que fue traducida de textos hebreos y arameos más antiguos que las posteriores series de ediciones que siglos más tarde fueron asentadas en la forma actual del texto hebreo-arameo del Tanaj o comúnmente llamada "Biblia hebrea". Para su formación, la mayoría de los escritos sagrados judíos debieron ser vertidos de sus originales hebreos y arameos al griego. Su traducción inició en el siglo III a. C. (c. 280 a. C.), y concluyó hacia finales del siglo II a. C. La Septuaginta fue el texto utilizado por las comunidades judías de todo el mundo antiguo más allá de Judea, y luego por la iglesia cristiana primitiva, de habla y cultura griega. Junto con el Tanaj, constituye la base y la fuente del Antiguo Testamento de la gran mayoría de las Biblias cristianas. De hecho, la partición, la clasificación, el orden y los nombres de los libros del Antiguo Testamento de las Biblias cristianas no viene del Tanaj, sino que proviene de los códices judíos y cristianos de la Septuaginta.
Existe una hipótesis que sostiene que hacia el año 70 d. C., un grupo de fariseos que habían escapado del asedio de Jerusalén, se reunieron en Yamnia, y fundaron una escuela; hacia 95, llegaron a un consenso sobre la lista (o canon) de los libros hebreos que habrían de ser parte del Tanaj judío, quedando establecido así el llamado Canon Palestinense para la mayoría de los judíos de habla y cultura hebrea, a principios del II. Sin embargo, tal hipótesis ha sido rechazada casi totalmente por la comunidad de historiadores debido a falta de pruebas. El Canon Palestinense significó el rechazo de una serie de textos que grupos de maestros judíos de habla griega habían incluido en el Canon Alejandrino en los Siglos siglo  y siglo I a. C. El Canon Alejandrino sigue siendo utilizado por la escuela rabínica de Alejandría. Por una tradición histórica que data del siglo siglo , se llama protocanónicos a todos los escritos comúnmente admitidos en el Tanaj hebreo, así como en la Biblia griega de los LXX, y deuterocanónicos a todos los escritos presentes en la Biblia griega de los LXX, pero no en el Tanaj. La voz “deuterocanónico” significa “del segundo canon”, en contraposición a la voz “protocanónico”, que significa “del primer canon”.
Cuando en el año 382 se forma el Canon que más tarde sería conocido como "la Biblia" por obra del Papa Dámaso I, para la formación del Antiguo Testamento se usa casi la totalidad de la Septuaginta, pero excluyendo algunos libros por consejo de San Jerónimo, entre los cuales están los Libros III y IV de los Macabeos, el Libro III
y IV de Esdras, el Libro de Enoc, el Libro de los Jubileos y el Libro II, III y IV de Baruc. Este es el canon que rige hasta hoy en día en la Iglesia católica.
En el año 457 ocurre el llamado "Cisma Alejandrino" que da origen a la Iglesia Copta. Con el ánimo de diferenciarse de la Iglesia católica, se forma el Canon Copto que si bien acepta el Nuevo Testamento definido por los católicos, adopta el Canon Alejandrino como Antiguo Testamento, incorporando los libros objetados por San Jerónimo. Esto fundamentado en la primigenia tradición cristiana que utilizaba la Septuaginta como el conjunto de los escritos inspirados por Dios para el pueblo de Israel.
El Canon del Antiguo Testamento protestante fue estipulado por Martín Lutero en el siglo XVI. Aunque en un primer momento Lutero pensó en excluir también algunos libros del Nuevo Testamento, finalmente optó solo por aplicar el Canon Palestiniense a la traducción latina de la biblia, excluyendo así un total de 7 libros del Antiguo testamento. Así el Antiguo Testamento protestante quedó en gran parte, idéntico al de la Biblia hebrea o Tanaj.
Las diferencias entre la Biblia hebrea y el Antiguo Testamento protestante son pequeñas, y tienen que ver tan solo con la disposición y el número de libros.
Por ejemplo, mientras la Biblia hebrea considera el libro de Reyes como un texto único, el Antiguo Testamento protestante lo divide en dos libros.
De forma similar, Esdras y Nehemías se consideran un solo libro en la Biblia hebrea.
Las diferencias entre la Biblia hebrea y otras versiones del Antiguo Testamento como el Pentateuco Samaritano, los cánones sírio o griego son mayores.
La mayoría de estos cánones incluyen libros e incluso secciones de libros que los otros no poseen.
Otro conjunto de libros, escritos en gran parte durante el periodo intertestamentario, son llamados el deuterocanon ("segundo canon") por los católicos, el deuterocanon o anagignoskomena ("dignos de lectura") por las Iglesias Ortodoxas Orientales, y los apócrifos bíblicos ("cosas ocultas") por los protestantes. Se trata de obras reconocidas por las Iglesias católica, ortodoxa oriental y ortodoxa oriental como parte de las Escrituras (y, por tanto, deuterocanónicas en lugar de apócrifas), pero los protestantes no las reconocen como de inspiración divina. Algunas Biblias protestantes -especialmente la Biblia inglesa King James y la Biblia luterana- incluyen una sección de "Apócrifos".
Muchas denominaciones reconocen los libros deuterocanónicos como buenos, pero no al nivel de los demás libros de la Biblia. El anglicanismo considera que los apócrifos son dignos de ser "leídos como ejemplo de vida", pero no de ser utilizados "para establecer doctrina alguna".  El Lutero hizo una declaración paralela al llamarlos "no considerados iguales a las Sagradas Escrituras, pero [... ] útiles y buenas para leer"
Tabla de diferencias:

|                                                          | Tradición Occidental | Tradición Occidental     | Tradición Ortodoxa      | Tradición Ortodoxa | Tradición Oriental      | Tradición Oriental | Tradición Oriental             | Judaísmo                              |
| Libros                                                   | Protestante          | Católica                 | Ortodoxa Griega         | Ortodoxa Georgiana | Apostólica Armenia      | Ortodoxa Copta     | Ortodoxa Etíope                | Biblia Rabínica                       |
| -------------------------------------------------------- | -------------------- | ------------------------ | ----------------------- | ------------------ | ----------------------- | ------------------ | ------------------------------ | ------------------------------------- |
| Pentateuco                                               | Pentateuco           | Pentateuco               | Pentateuco              | Pentateuco         | Pentateuco              | Pentateuco         | Pentateuco                     | Torá                                  |
| Génesis                                                  | Sí                   | Sí                       | Sí                      | Sí                 | Sí                      | Sí                 | Sí                             | Sí Bereshit                           |
| Éxodo                                                    | Sí                   | Sí                       | Sí                      | Sí                 | Sí                      | Sí                 | Sí                             | Sí Shemot                             |
| Levitico                                                 | Sí                   | Sí                       | Sí                      | Sí                 | Sí                      | Sí                 | Sí                             | Sí                                    |
| Números                                                  | Sí                   | Sí                       | Sí                      | Sí                 | Sí                      | Sí                 | Sí                             | Sí                                    |
| Deuteronomio                                             | Sí                   | Sí                       | Sí                      | Sí                 | Sí                      | Sí                 | Sí                             | Sí Devarim                            |
| Historia                                                 | Historia             | Historia                 | Historia                | Historia           | Historia                | Historia           | Historia                       | Nevi'im                               |
| Josué                                                    | Sí                   | Sí                       | Sí                      | Sí                 | Sí                      | Sí                 | Sí                             | Sí Yehoshua                           |
| Jueces                                                   | Sí                   | Sí                       | Sí                      | Sí                 | Sí                      | Sí                 | Sí                             | Sí Shofetim                           |
| Rut                                                      | Sí                   | Sí                       | Sí                      | Sí                 | Sí                      | Sí                 | Sí                             | Sí Rut (parte del Ketuvim)            |
| 1 y 2 Samuel                                             | Sí                   | Sí                       | Sí                      | Sí                 | Sí                      | Sí                 | Sí                             | Sí Shemuel                            |
| 1 y 2 Reyes                                              | Sí                   | Sí                       | Sí                      | Sí                 | Sí                      | Sí                 | Sí                             | Sí Melakhim                           |
| 1 y 2 Crónicas                                           | Sí                   | Sí                       | Sí                      | Sí                 | Sí                      | Sí                 | Sí                             | Sí Divrei Hayamim (parte del Ketuvim) |
| Oración de Manasés                                       | No                   | No                       | (Parte de Odes)         | (Parte de Odes)    | Sí(?)                   | Sí                 | Sí                             | No                                    |
| Ezra (1 Ezra)                                            | Sí                   | Sí 1 Esdras              | Sí Esdras B'            | Sí 1 Ezra          | Sí 1 Ezra               | Sí                 | Sí                             | Sí Ezra–Nehemías (parte del Ketuvim)  |
| Nehemías (2 Ezra)                                        | Sí                   | Sí 2 Esdras              | Sí Esdras Γ' o Nehemías | Sí Nehemías        | Sí                      | Sí                 | Sí                             | Sí Ezra–Nehemías (parte del Ketuvim)  |
| 1 Esdras (3 Ezra)                                        | No                   | No 3 Esdras              | Sí Esdras A'            | Sí 2 Ezra          | Sí 2 Ezra               | No                 | Sí Ezra Kali                   | No                                    |
| 2 Esdras 3–14 (4 Ezra o Apocalipsis de Esdras)           | No                   | No 4 Esdras              | No                      | Sí 3 Ezra          | Sí 3 Ezra               | No                 | Sí Ezra Sutu'el                | No                                    |
| 2 Esdras 1–2; 15–16 (5 y 6 Ezra o Apocalipsis de Esdras) | No                   | No (parte de 4 Esdras)   | No (Manuscritos)        | No                 | No                      | No                 | No                             | No                                    |
| Ester                                                    | Sí                   | Sí                       | Sí                      | Sí                 | Sí                      | Sí                 | Sí                             | Sí Ester (parte del Ketuvim)          |
| Adiciones a Ester                                        | No                   | Sí                       | Sí                      | Sí                 | Sí                      | Sí                 | Sí                             | No                                    |
| Tobit                                                    | No                   | Sí                       | Sí                      | Sí                 | Sí                      | Sí                 | Sí                             | No                                    |
| Judit                                                    | No                   | Sí                       | Sí                      | Sí                 | Sí                      | Sí                 | Sí                             | No                                    |
| 1 Macabeos                                               | No                   | Sí                       | Sí                      | Sí                 | Sí                      | Sí                 | No                             | No                                    |
| 2 Macabeos                                               | No                   | Sí                       | Sí                      | Sí                 | Sí                      | Sí                 | No                             | No                                    |
| 3 Macabeos                                               | No                   | No                       | Sí                      | Sí                 | Sí                      | No                 | No                             | No                                    |
| 4 Macabeos                                               | No                   | No                       | No (apéndice)           | Sí                 | No (Tradición temprana) | No                 | No                             | No                                    |
| Jubileos                                                 | No                   | No                       | No                      | No                 | No                      | No                 | Sí                             | No                                    |
| Enoc                                                     | No                   | No                       | No                      | No                 | No                      | No                 | Sí                             | No                                    |
| 1 Macabeos Etíopes                                       | No                   | No                       | No                      | No                 | No                      | No                 | Sí                             | No                                    |
| 2 y 3 Macabeos Etíopes                                   | No                   | No                       | No                      | No                 | No                      | No                 | Sí                             | No                                    |
| Pseudo-Josephus (Zëna Ayhud)                             | No                   | No                       | No                      | No                 | No                      | No                 | Sí (Canon amplio)              | No                                    |
| Josephus Guerra Judía VI                                 | No                   | No                       | No                      | No                 | No                      | No                 | No                             | No                                    |
| Testamentos de los Doce Patriarcas                       | No                   | No                       | No (Manuscritos)        | No                 | No (Manuscritos)        | No                 | No                             | No                                    |
| José y Asenat                                            | No                   | No                       | No                      | No                 | No (Manuscritos)        | No                 | No (Tradición temprana)        | No                                    |
| Sabiduría                                                | Sabiduría            | Sabiduría                | Sabiduría               | Sabiduría          | Sabiduría               | Sabiduría          | Sabiduría                      | Ketuvim                               |
| Libro de Job                                             | Sí                   | Sí                       | Sí                      | Sí                 | Sí                      | Sí                 | Sí                             | Sí Iyov                               |
| Salmos 1–150                                             | Sí                   | Sí                       | Sí                      | Sí                 | Sí                      | Sí                 | Sí                             | Sí Tehillim                           |
| Salmo 151                                                | No                   | No (Manuscritos)         | Sí                      | Sí                 | Sí                      | Sí                 | Sí                             | No                                    |
| Salmos 152–155                                           | No                   | No                       | No                      | No                 | No                      | No                 | No                             | No                                    |
| Salmos de Solomon                                        | No                   | No                       | No                      | No                 | No                      | No                 | No                             | No                                    |
| Proverbios                                               | Sí                   | Sí                       | Sí                      | Sí                 | Sí                      | Sí                 | Sí (En 2 libros)               | Sí Mishlei                            |
| Eclesiastés                                              | Sí                   | Sí                       | Sí                      | Sí                 | Sí                      | Sí                 | Sí                             | Sí Qohelet                            |
| Cantar de los Cantares                                   | Sí                   | Sí                       | Sí Aisma Aismaton       | Sí Aisma Aismaton  | Sí                      | Sí                 | Sí                             | Sí Shir Hashirim                      |
| Sabiduría de Salomón                                     | No                   | Sí                       | Sí                      | Sí                 | Sí                      | Sí                 | Sí                             | No                                    |
| Sirá (1–51)                                              | No                   | Sí                       | Sí                      | Sí                 | Sí                      | Sí                 | Sí                             | No                                    |
| Oración de Solomon (Sirá 52)                             | No                   | No                       | No                      | No                 | No                      | No                 | No                             | No                                    |
| Profetas mayores                                         | Profetas mayores     | Profetas mayores         | Profetas mayores        | Profetas mayores   | Profetas mayores        | Profetas mayores   | Profetas mayores               | Nevi'im                               |
| Isaías                                                   | Sí                   | Sí                       | Sí                      | Sí                 | Sí                      | Sí                 | Sí                             | Sí Yeshayahu                          |
| Asensión de Isaías                                       | No                   | No                       | No                      | No                 | No                      | No                 | No (Tradición temprana)        | No                                    |
| Jeremías                                                 | Sí                   | Sí                       | Sí                      | Sí                 | Sí                      | Sí                 | Sí                             | Sí Yirmeyahu                          |
| Lamentaciones (1–5)                                      | Sí                   | Sí                       | Sí                      | Sí                 | Sí                      | Sí                 | Sí (parte de Säqoqawä Eremyas) | Sí Eikhah (parte de Ketuvim)          |
| Lamentaciones (6; 7:1–11,63)                             | No                   | No                       | No                      | No                 | No                      | No                 | Sí (parte de Säqoqawä Eremyas) | No                                    |
| Baruc                                                    | No                   | Sí                       | Sí                      | Sí                 | Sí                      | Sí                 | Sí                             | No                                    |
| Carta de Jeremías                                        | No                   | Sí (capítulo 6 de Baruc) | Sí                      | Sí                 | Sí                      | Sí                 | Sí (parte de Säqoqawä Eremyas) | No                                    |
| Apocalipsis de Baruch (2 Baruc 1–77)                     | No                   | No                       | No                      | No                 | No                      | No                 | No                             | No                                    |
| Carta de Baruc (2 Baruc 78–87)                           | No                   | No                       | No                      | No                 | No                      | No                 | No                             | No                                    |
| Apocalipsis de Baruc (3 Baruc)                           | No                   | No                       | No (Manuscritos)        | No                 | No                      | No                 | No                             | No                                    |
| 4 Baruc                                                  | No                   | No                       | No                      | No                 | No                      | No                 | Sí (parte de Säqoqawä Eremyas) | No                                    |
| Ezequiel                                                 | Sí                   | Sí                       | Sí                      | Sí                 | Sí                      | Sí                 | Sí                             | Sí Yekhezqel                          |
| Daniel                                                   | Sí                   | Sí                       | Sí                      | Sí                 | Sí                      | Sí                 | Sí                             | Sí Daniyyel (parte de Ketuvim)        |
| Adiciones a Daniel                                       | No                   | Sí                       | Sí                      | Sí                 | Sí                      | Sí                 | Sí                             | No                                    |
| Profetas Menores                                         | Profetas Menores     | Profetas Menores         | Profetas Menores        | Profetas Menores   | Profetas Menores        | Profetas Menores   | Profetas Menores               | Trei Asar                             |
| Oseas                                                    | Sí                   | Sí                       | Sí                      | Sí                 | Sí                      | Sí                 | Sí                             | Sí                                    |
| Joel                                                     | Sí                   | Sí                       | Sí                      | Sí                 | Sí                      | Sí                 | Sí                             | Sí                                    |
| Amós                                                     | Sí                   | Sí                       | Sí                      | Sí                 | Sí                      | Sí                 | Sí                             | Sí                                    |
| Abadías                                                  | Sí                   | Sí                       | Sí                      | Sí                 | Sí                      | Sí                 | Sí                             | Sí                                    |
| Jonás                                                    | Sí                   | Sí                       | Sí                      | Sí                 | Sí                      | Sí                 | Sí                             | Sí                                    |
| Miqueas                                                  | Sí                   | Sí                       | Sí                      | Sí                 | Sí                      | Sí                 | Sí                             | Sí                                    |
| Nahúm                                                    | Sí                   | Sí                       | Sí                      | Sí                 | Sí                      | Sí                 | Sí                             | Sí                                    |
| Habacuc                                                  | Sí                   | Sí                       | Sí                      | Sí                 | Sí                      | Sí                 | Sí                             | Sí                                    |
| Sofonías                                                 | Sí                   | Sí                       | Sí                      | Sí                 | Sí                      | Sí                 | Sí                             | Sí                                    |
| Ageo                                                     | Sí                   | Sí                       | Sí                      | Sí                 | Sí                      | Sí                 | Sí                             | Sí                                    |
| Zacarías                                                 | Sí                   | Sí                       | Sí                      | Sí                 | Sí                      | Sí                 | Sí                             | Sí                                    |
| Malaquías                                                | Sí                   | Sí                       | Sí                      | Sí                 | Sí                      | Sí                 | Sí                             | Sí                                    |

## Desarrollo del canon del Nuevo Testamento
Entre las diversas denominaciones cristianas, el canon del Nuevo Testamento es una lista generalmente aceptada de 27 libros. Sin embargo, la forma en que se organizan esos libros puede variar de una tradición a otra. Por ejemplo, en las tradiciones eslava, ortodoxa etíope, siríaca y armenia, el Nuevo Testamento se ordena de manera diferente a lo que se considera el arreglo estándar. Las Biblias protestantes en Rusia y Etiopía generalmente siguen el orden ortodoxo local para el Nuevo Testamento. La Iglesia Ortodoxa Siria y la Iglesia Asiria de Oriente se adhieren a la tradición litúrgica Peshitta, que históricamente excluye cinco libros del Antilegomena del Nuevo Testamento: 2 Juan, 3 Juan, 2 Pedro, Judas y Apocalipsis. Sin embargo, esos libros están incluidos en ciertas Biblias de las tradiciones siríacas modernas.
Otras obras del Nuevo Testamento que generalmente se consideran apócrifas aparecen, sin embargo, en algunas Biblias y manuscritos. Por ejemplo, la Epístola a los Laodicenses se incluyó en numerosos manuscritos de la Vulgata latina, en las dieciocho Biblias alemanas antes de la traducción de Lutero. Asimismo, la Tercera Epístola a los Corintios [nota 6] fue considerada una vez como parte de la Biblia ortodoxa armenia, pero ya no se imprime en ediciones modernas. Dentro de la tradición siríaco ortodoxa, la Tercera Epístola a los Corintios también tiene una historia de importancia. Tanto Aphrahat como Ephraem de Siria lo tenían en alta estima y lo trataban como si fuera canónico. Sin embargo, fue excluido de la Peshitta y finalmente excluido del canon por completo.
La Didaché, El pastor de Hermas, y otros escritos atribuidos a los Padres Apostólicos, fueron considerados escritura sagrada por varios padres de la Iglesia primitiva. Todavía se les honra en algunas tradiciones, aunque ya no se consideran canónicos. Sin embargo, ciertos libros canónicos dentro de las tradiciones ortodoxas etíopes encuentran su origen en los escritos de los Padres Apostólicos, así como en las Órdenes de la Iglesia Antigua. Las iglesias ortodoxas de etíopes reconocen estos ocho libros adicionales del Nuevo Testamento en su canon más amplio. Son los siguientes: los cuatro libros de Sínodos, los dos libros del Pacto, Clemente etíope y Didascalia etíope.